# J.League Division 2 2008
Die J.League Division 2 2008 war die zehnte Spielzeit der japanischen J.League Division 2. An ihr nahmen fünfzehn Vereine teil. Die Saison begann am 8. März und endete am 6. Dezember 2008, die Relegationsspiele mit dem Tabellensechzehnten der Division 1 2008 wurden am 10. und 13. Dezember ausgetragen.
Meister und damit Aufsteiger in die J.League Division 1 2009 wurde Sanfrecce Hiroshima. Neben Hiroshima stieg auch der Vizemeister Montedio Yamagata auf. Der Drittplatzierte Vegalta Sendai scheiterte in der Relegation in zwei Spielen gegen Júbilo Iwata.

## Modus
Erstmals seit Existenz der Division 2 spielten die Mannschaften aufgrund der auf 15 Vereine gestiegenen Teilnehmerzahl nur noch dreimal gegeneinander, davon mindestens einmal zuhause; somit ergaben sich insgesamt 42 Partien pro Mannschaft. Für einen Sieg gab es drei Punkte, bei einem Unentschieden einen Zähler. Die Tabelle wurde also nach den folgenden Kriterien erstellt:
1. Anzahl der erzielten Punkte
2. Tordifferenz
3. Erzielte Tore
4. Ergebnisse der Spiele untereinander
5. Entscheidungsspiel oder Münzwurf

Die beiden Vereine mit den meisten Punkten stiegen am Ende der Saison in die J.League Division 1 2009 auf. Der Tabellendritte spielte mit dem Tabellensechzehnten der J.League Division 1 2008 in Hin- und Rückspiel um einen weiteren Platz in der Division 1. Bei Torgleichheit nach Ende dieser zwei Spiele kam die Auswärtstorregel zur Anwendung; sollte auch diese keine Entscheidung bringen, wurde eine Verlängerung sowie nötigenfalls ein Elfmeterschießen durchgeführt.

## Teilnehmer
Insgesamt nahmen fünfzehn Mannschaften an der Spielzeit teil, zwei mehr als in den beiden Spielzeiten zuvor. Hierbei stiegen am Ende der Vorsaison drei Vereine in die Division 1 2008 auf. Meister Consadole Sapporo schaffte nach fünf Jahren in der Division 2 den dritten Aufstieg in die Division 1, Vizemeister Tokyo Verdy 1969 kehrte nach zwei Jahren in die erste Liga zurück. In der Relegation für einen Platz in Japans höchster Spielklasse setzte sich der Drittplatzierte Kyōto Sanga knapp gegen den Division 1-Sechzehnten Sanfrecce Hiroshima durch, Kyōto schaffte so die direkte Rückkehr ins Oberhaus.
Neben Hiroshima, das nach der Saison 2003 zum zweiten Mal in die Division 2 versetzt wurde, stiegen zwei weitere Vereine ab. Der abgeschlagene Tabellenletzte Yokohama FC kehrte nach nur einer Saison wieder zurück in die japanische zweite Liga, der Vorletzte Cerezo Osaka fiel nach fünf Jahren in der Division 1 zum zweiten Mal in die Division 2 zurück.
Vervollständigt wurde das Teilnehmerfeld durch die beiden neuen J.League-Mitglieder Roasso Kumamoto und FC Gifu, Vizemeister und Drittplatzierter der Japan Football League 2007. Roasso Kumamoto ist die 1969 gegründete ehemalige Firmenmannschaft des Telekommunikationsunternehmens NTT West und spielte unter verschiedenen Namen während der 2000er Jahre insgesamt vier Spielzeiten in der Japan Football League. Der FC Gifu dagegen entstand erst 2001 und steht in der geistigen Tradition des Seinō Transportation SC, der die Präfektur in den höherklassigen Ligen bis 1998 vertrat.
| Verein              | Stadt/Region         | Stadion                                |
| ------------------- | -------------------- | -------------------------------------- |
| Avispa Fukuoka      | Fukuoka, Fukuoka     | Level-5 Stadium                        |
| Cerezo Osaka        | Osaka, Osaka         | Nagai Stadium                          |
| Ehime FC            | Matsuyama, Ehime     | Ningineer Stadium                      |
| FC Gifu             | Gifu, Gifu           | Nagaragawa Stadium                     |
| Mito HollyHock      | Mito, Ibaraki        | Kasamatsu Stadium1                     |
| Montedio Yamagata   | Yamagata, Yamagata   | ND Soft Stadium                        |
| Roasso Kumamoto     | Kumamoto, Kumamoto   | Kumamoto Athletics Stadium2            |
| Sagan Tosu          | Tosu, Saga           | Best Amenity Stadium3                  |
| Sanfrecce Hiroshima | Hiroshima, Hiroshima | Hiroshima Big Arch                     |
| Shonan Bellmare     | Hiratsuka, Kanagawa  | Hiratsuka Athletic Stadium             |
| Thespa Kusatsu      | Kusatsu, Gunma       | Shoda Shoyu Stadium Gunma4             |
| Tokushima Vortis    | Tokushima, Tokushima | Pocarisweat Stadium                    |
| Vegalta Sendai      | Sendai, Miyagi       | Yurtec Stadium Sendai5                 |
| Ventforet Kofu      | Kofu, Yamanashi      | Kose Sports Park Stadium               |
| Yokohama FC         | Yokohama, Kanagawa   | NHK Spring Mitsuzawa Football Stadium6 |

Bemerkungen
1. Mito HollyHock trug zwei Heimspiele im Hitachinaka City Stadium in Hitachinaka, Ibaraki und ein Spiel im Hitachi Athletic Stadium in Hitachi, Ibaraki aus.[2]
2. Roasso Kumamoto trug zwei Spiele im Kumamoto Suizenji Stadium in Kumamoto und ein Spiel im Kagoshima Kamoike Stadium in Kagoshima, Kagoshima aus.[3]
3. Sagan Tosu trug ein Heimspiel im Saga Athletic Stadium in Saga, Saga aus.[4]
4. Thespa Kusatsu trug ein Heimspiel im Kumagaya Athletic Stadium in Kumagaya, Saitama aus. Das Shoda Shoyu Stadium Gunma hieß bis zum 15. April 2008 Gunma Shikishima Athletic Stadium.[5]
5. Vegalta Sendai trug ein Heimspiel im Miyagi Stadium in Rifu, Miyagi aus.[6]
6. Yokohama FC trug je ein Heimspiel im Olympiastadion in Tokio und im Nissan Stadium aus.[7]

## Trainer
| Verein              | Cheftrainer                           |
| ------------------- | ------------------------------------- |
| Vegalta Sendai      | Makoto Teguramori                     |
| Montedio Yamagata   | Shinji Kobayashi                      |
| Mito HollyHock      | Takashi Kiyama                        |
| Thespa Kusatsu      | Shigeharu Ueki                        |
| Yokohama FC         | Satoshi Tsunami                       |
| Shonan Bellmare     | Masaaki Kanno                         |
| Ventforet Kofu      | Takayoshi Amma                        |
| FC Gifu             | Hideki Matsunaga                      |
| Cerezo Osaka        | Levir Culpi                           |
| Sanfrecce Hiroshima | Michael Petrović                      |
| Tokushima Vortis    | Naohiko Minobe                        |
| Ehime FC            | Kazuhito Mochizuki                    |
| Avispa Fukuoka      | Pierre Littbarski → Yoshiyuki Shinoda |
| Sagan Tosu          | Yasuyuki Kishino                      |
| Roasso Kumamoto     | Tomoyoshi Ikeya                       |

## Spieler
| Verein              | Spieler |
| ------------------- | --- |
| Vegalta Sendai      | Tatsurō Hagihara (1/0), Kōsuke Kitani (30/1), Kōdai Watanabe (7/0), Jun’ya Hosokawa (3/0), Yūgo Ichiyanagi (16/0), Masashi Miyazawa (2/0), Naoki Chiba (39/1), Atsushi Nagai (37/0), Takayuki Nakahara (38/6), Ryang Yong-gi (42/13), Kunimitsu Sekiguchi (41/6), Yūki Nakashima (31/6), Tomoyuki Hirase (38/11), Kōhei Tanaka (7/1), Takuto Hayashi (41/0), Keita Isozaki (11/0), Takahisa Nishiyama (3/0), Naoya Tamura (36/2), Yukihiko Satō (27/2), Naoki Sugai (28/4), Shin’ya Tanoue (14/0), Shingo Tomita (24/0), Satoshi Hida (9/0), Daisuke Saitō (16/1), Kazunari Okayama (33/4), Nadson (12/3) |
| Montedio Yamagata   | Kenta Shimizu (42/0), Makoto Kimura (9/0), Leonardo (38/4), Shōgo Kobara (18/2), Takumi Watanabe (22/2), Kōhei Miyazaki (38/6), Katsuyuki Miyazawa (40/3), Takumi Motohashi (7/0), Rychely (16/3), Nobuyuki Zaizen (21/0), Yōhei Toyoda (23/11), Tatsuya Ishikawa (41/2), Takuya Miyamoto (40/0), Yū Hasegawa (39/13), Tomotaka Kitamura (39/5), Kentarō Satō (32/2), Kenta Kifuji (10/0), Masaru Akiba (32/5), Ryōsuke Nemoto (15/1), Takuya Sonoda (9/1), Hidenori Ishii (36/2), Shōgo Sakai (7/2), Tetsurō Ōta (3/0), Tomoyasu Hirose (1/0), Yūta Baba (10/0) |
| Mito HollyHock      | Kōji Homma (42/0), Yūki Ozawa (30/0), Daishi Hiramatsu (38/4), Kazuhiro Suzuki (29/0), Kento Hori (35/5), Jun Muramatsu (31/1), Takurō Kikuoka (28/2), Tomoyuki Arata (42/17), Mitsuru Manshō (7/0), Shōgo Shiozawa (7/0), Takuya Shiihara (11/0), Yōichi Akiba (3/0), Park Joo-ho (24/0), Hiromasa Kanazawa (28/0), Takafumi Akahoshi (41/8), Kōhei Nishino (27/8), Takashi Kuramoto (7/0), Keisuke Hoshino (7/0), Ken’ichi Mori (4/0), Keisuke Endō (19/0), Masahiro Takahashi (6/0), Yoshikazu Suzuki (21/1), Biju (22/0), Kazuhiko Shingyōji (8/1), Hideyuki Nakamura (24/1), Masashi Ōwada (29/2), Kento Tsurumaki (1/0), Hironori Ishikawa (1/0), Yū Kobayashi (5/0), Park Jong-jin (9/0)                                                |
| Thespa Kusatsu      | Seiji Honda (34/0), Takeshi Terada (37/1), Kei Omoto (18/1), Jun Tanaka (35/2), Choi Sung-yong (37/0), Nobuhito Toriizuka (34/3), Sōtarō Sada (10/0), Wataru Yamazaki (34/3), Yasunori Takada (36/8), Yūsuke Shimada (42/5), Ryōji Ujihara (11/1), Kazuki Sakurada (12/0), Shingo Kumabayashi (38/2), Yasushi Kita (33/1), Daisuke Fujii (7/1), Tadahiro Akiba (27/0), Ryō Gotō (41/12), Nobuhide Akiba (1/0), Satoshi Tokizawa (1/0), Kazuma Kita (7/0), Akira Ishigame (6/0), Bae Seung-jin (19/0), Yūki Matsushita (36/2), Ken Tokura (14/3), Kazuki Sorimachi (1/0) |
| Yokohama FC         | Kenji Koyama (38/0), Tomonobu Hayakawa (6/0), Kōsuke Yatsuda (30/1), Kenta Togawa (9/0), Elizeu (37/3), Kōsuke Ōta (31/0), Takafumi Yoshimoto (19/0), Yōsuke Nakata (28/0), Anderson (36/16), Kazuyoshi Miura (30/1), Kunihiko Takizawa (39/0), Cho Young-cheol (24/1), Tarō Hasegawa (14/0), Shō Gokyū (16/3), Atsuhiro Miura (37/2), Tomoyoshi Ono (18/0), Hiroaki Namba (25/7), Tomoki Ikemoto (32/7), Fumiya Iwamaru (4/0), Masaki Yoshida (14/0), Tsuyoshi Hakkaku (20/0), Shingo Nejime (36/4), Yūsuke Sudō (9/0), Yūta Nakano (3/0), Takuya Yamada (31/4) |
| Shonan Bellmare     | Toshihide Saitō (38/0), Jean (23/2), Hikaru Mita (17/1), Kōhei Usui (32/0), Yūzō Tamura (31/2), Lincoln (16/5), Careca (1/1), Kōji Sakamoto (39/3), Naoya Umeda (4/0), Adiel (26/9), Naoki Ishihara (41/18), Shōta Suzuki (15/0), Genki Nagasato (6/1), Yoshio Kitajima (4/0), Shunsuke Ōyama (16/0), Yoshirō Abe (26/6), Takahiro Yamaguchi (29/0), Ryūta Hara (31/5), Nobutaka Suzuki (33/1), Takatoshi Matsumoto (2/0), Nozomu Katō (40/5), Kim Yeong-gi (42/0), Ryōta Nagata (33/0), Yūya Nakamura (5/0), Shōma Kamata (2/0), Daisuke Kikuchi (14/2), Kazushi Mitsuhira (4/1), Tuto (7/5), Naza (3/0) |
| Ventforet Kofu      | Kensaku Abe (12/0), Michitaka Akimoto (30/4), Takafumi Mikuriya (4/0), Hideomi Yamamoto (39/0), Yūki Inoue (15/0), Kazunari Hosaka (11/0), Katsuya Ishihara (38/2), Daiki Tamori (5/0), Yōhei Ōnishi (34/6), Ken Fujita (38/3), Jun Uruno (19/3), Masafumi Maeda (16/1), Josimar (13/5), Sales (18/6), Bruno (5/0), Toshiaki Haji (28/5), Yōsuke Ikehata (28/0), Shōta Kimura (13/1), Tatsuya Tsuruta (1/0), Shigeru Sakurai (29/0), Atsushi Mio (32/1), Ken Yorii (2/0), Jun’ya Kuno (17/3), Daisuke Kanzaki (7/1), Atsushi Izawa (1/0), Kentarō Hayashi (31/4), Arata Sugiyama (38/1), Naoki Wako (28/1), Yutaka Yoshida (10/0), Maranhao (17/9)                                                                                             |
| FC Gifu             | Kōta Fukatsu (27/0), Kan Kikuchi (28/1), Takayuki Komine (26/0), Shin’ya Kawashima (38/2), Shin’ya Nasu (34/0), Ryūji Kitamura (35/0), Shin’ya Aikawa (14/1), Atsushi Katagiri (39/9), Kazumasa Takagi (39/3), Satoshi Ōtomo (18/2), Shōgo Shimada (14/0), Yasuyuki Moriyama (13/1), Masamichi Yamada (9/0), Mitsunori Yabuta (15/0), Kōji Yoshimura (19/1), Hiromi Kojima (27/2), Suguru Hino (38/0), Masahiro Iwata (14/0), Masato Katayama (36/8), Hiromi Kojima (5/0), Yūki Tamura (1/0), Kōichi Satō (1/1), Kazunori Kan (34/4), Satoshi Satō (11/0), Kang Hyo-il (4/0), Masatoshi Mizutani (4/0), Ryōma Hashiuchi (2/0), Takashi Umeda (39/5), Yōsuke Mori (1/0)                                                                         |
| Cerezo Osaka        | Takashi Aizawa (26/0), Kenji Haneda (32/1), Akihiro Sakata (1/0), Kōta Fujimoto (14/1), Kazuya Maeda (35/0), Takeshi Hamada (19/0), Ale (29/3), Hiroaki Morishima (1/0), Tatsuya Furuhashi (25/6), Germano (35/13), Yōichirō Kakitani (24/0), Masayuki Yanagisawa (33/0), Kenjirō Ezoe (28/0), Rui Komatsu (32/16), Hiroyuki Omata (17/0), Noriyuki Sakemoto (18/3), Careca (15/3), Gilton (8/1), Ryūhei Niwa (16/0), Yasuhito Morishima (9/1), Hiromasa Yamamoto (16/0), Tatsuya Yamashita (8/0), Kento Shiratani (11/0), Masato Kurogi (1/0), Shinji Kagawa (35/16), Jun Aoyama (14/0), Noboru Nakayama (3/0), Takashi Inui (20/6), Kaio (16/8), Takashi Hirajima (8/0)                                                                      |
| Sanfrecce Hiroshima | Stoyanov (32/2), Kōzō Yūki (19/0), Dabac (1/0), Tomoaki Makino (41/7), Toshihiro Aoyama (36/4), Kōji Morisaki (40/14), Kazuyuki Morisaki (33/2), Jukic (11/0), Yōsuke Kashiwagi (31/4), Hisato Satō (40/28), Kazuyuki Toda (1/0), Yōjirō Takahagi (38/14), Ri Han-jae (37/1), Kōta Hattori (41/4), Ryūichi Hirashige (17/5), Kōhei Morita (16/1), Shin’ichirō Kuwada (14/1), Kōichi Kidera (19/0), Ryōta Moriwaki (21/5), Issei Takayanagi (24/0), Yūya Hashiuchi (2/0), Kōhei Shimizu (4/1), Akihiro Satō (24/0), Tomotaka Okamoto (1/0), Takashi Rakuyama (10/0), Tatsuhiko Kubo (25/3) |
| Tokushima Vortis    | Torashi Shimazu (27/0), Jungo Kōno (2/0), Naoya Shibamura (18/0), Da Silva (30/0), Shōgo Nishikawa (35/2), Andre (11/0), Souza (17/2), Ken’ichirō Meta (42/1), Hiroyuki Hayashi (7/0), Doumbia (16/7), Andrezinho (12/2), Kōji Kataoka (20/0), Yūtarō Abe (24/2), Yūki Ishida (31/7), Taketo Shiokawa (9/0), Yūya Hikichi (9/0), Kazuyuki Mugita (38/1), Kenji Takahashi (2/0), Jun Tamano (37/2), Taiji Furuta (15/0), Takuto Koyama (2/0), Yasuaki Ōshima (26/5), Satoshi Koizumi (1/0), Kōta Sugawara (18/4), Takuya Muguruma (30/1), Taisei Fujita (37/0), Kentoku Noborio (35/0), Takatoshi Matsumoto (11/0), Kōji Ōnishi (4/1), Kazuki Kuranuki (21/3), Taku Ishihara (1/0)                                                              |
| Ehime FC            | Yūsuke Kawakita (21/0), Kōhei Matsushita (2/0), Tomoya Kanamori (35/2), Yūzō Minami (14/2), Shingo Hoshino (18/1), Hideto Inoue (9/0), Tōru Chishima (2/0), Yoshihiro Uchimura (34/4), Ryōta Miki (16/2), Yūji Miyahara (19/1), Toshiya Tanaka (35/7), Eigo Sekine (18/0), Takuya Mikami (35/0), Takuma Tsuda (13/0), Shūichi Akai (41/4), Kim Tae-yeon (27/0), Ken’ichi Ego (35/3), Ryōsuke Sasagaki (5/0), Susumu Ōki (23/3), Daisuke Tada (21/0), Shigeru Yokotani (36/2), Yōichi Kamimaru (6/0), Takuya Yokoyama (20/3), Shinsaku Mochidome (1/0), Daisuke Aono (26/3), Ryōta Takasugi (36/0), Manabu Wakabayashi (33/2) |
| Avispa Fukuoka      | Ryūichi Kamiyama (22/0), Tōru Miyamoto (24/1), Tatsunori Yamagata (40/1), Rudan (6/0), Satoshi Nagano (27/1), Takanori Nunobe (32/1), Kiyokazu Kudō (34/4), Talay (37/5), Teruaki Kurobe (23/1), Hisashi Jōgo (27/2), Yūsuke Tanaka (39/7), Tomokazu Nagira (27/1), Hokuto Nakamura (38/3), Daisuke Nakaharai (22/0), Tatsunori Hisanaga (34/2), Takanori Nakajima (29/1), Jun Suzuki (18/1), Tetsuya Ōkubo (41/14), Mike Havenaar (26/7), Kyōhei Ōyama (2/0), Motohiro Yoshida (20/0), Griffiths (9/3), Daiki Niwa (9/1) |
| Sagan Tosu          | Taku Akahoshi (15/0), Yūichi Shibakoya (26/1), Hidenori Katō (12/0), Park Jung-hae (6/0), Kazuya Iio (36/4), Keiji Takachi (36/4), Kōji Hirose (24/5), Yū Etō (23/0), Kim Shin-young (28/2), Yoshiki Takahashi (40/3), Leonardo (27/4), Toshimitsu Asai (4/0), Takuma Hidaka (35/0), Keisuke Funatani (12/1), Hiroshi Tetsuto (22/0), Yōsuke Nozaki (25/0), Jun’ya Yamashiro (21/0), Yasumichi Uchima (22/1), Takuya Muro (24/0), Hiroyuki Ishida (9/2), Yū Shimasaki (15/0), Kōya Shimizu (23/1), Yoshihito Fujita (38/18), Toyoki Hasegawa (10/0), Shō Shimoji (9/0), Yūsuke Yada (14/0), Yūki Kuriyama (4/1), Kenzō Taniguchi (24/3), Hirokazu Hasegawa (1/0)                                                                               |
| Roasso Kumamoto     | Satoshi Yoshida (17/0), Kazuya Kawabata (33/1), Yūsuke Suzuki (5/0), Takeshi Yamaguchi (18/1), Tadayo Fukuō (31/0), Yasunobu Matsuoka (8/0), Tetsuhiro Kina (30/0), Yoshio Kitagawa (4/0), Kiyoshi Saitō (5/1), Yutaka Takahashi (42/19), Tamon Machida (6/0), Ken’ichi Kawano (1/0), Atsushi Ichimura (38/1), Daisuke Yano (36/1), Masahiko Kumagai (6/0), Satoshi Nakayama (36/5), Ken’ichi Uemura (28/0), Mitsuhiro Seki (3/0), Hiroki Kobayashi (18/0), Kōsuke Yoshii (29/1), Kōji Arimura (12/0), Cha Ji-ho (26/0), Masaaki Nishimori (13/0), Shōhei Yamamoto (37/0), Daishirō Miyazaki (16/1), Yōsuke Kobayashi (3/0), Yūichi Yamauchi (12/1), Yōichi Futori (7/0), Ryōsuke Kijima (29/7), Tomoaki Komorida (25/6), Kwon Seok-geun (2/0) |

## Statistik

### Tabelle
| Pl.                    | Verein                  | Sp. | S  | U  | N  | Tore    | Diff. | Punkte |
| ---------------------- | ----------------------- | --- | -- | -- | -- | ------- | ----- | ------ |
| 1.                     | Sanfrecce Hiroshima (A) | 42  | 31 | 7  | 4  | 099:350 | +64   | 100    |
| 2.                     | Montedio Yamagata       | 42  | 23 | 9  | 10 | 066:400 | +26   | 78     |
| 3.                     | Vegalta Sendai          | 42  | 18 | 16 | 8  | 062:470 | +15   | 70     |
| 4.                     | Cerezo Osaka            | 42  | 21 | 6  | 15 | 081:600 | +21   | 69     |
| 5.                     | Shonan Bellmare         | 42  | 19 | 8  | 15 | 068:480 | +20   | 65     |
| 6.                     | Sagan Tosu              | 42  | 19 | 7  | 16 | 050:510 | −1    | 64     |
| 7.                     | Ventforet Kofu (A)      | 42  | 15 | 14 | 13 | 056:470 | +9    | 59     |
| 8.                     | Avispa Fukuoka          | 42  | 15 | 13 | 14 | 055:660 | −11   | 58     |
| 9.                     | Thespa Kusatsu          | 42  | 13 | 14 | 15 | 045:520 | −7    | 53     |
| 10.                    | Yokohama FC (A)         | 42  | 11 | 17 | 14 | 051:560 | −5    | 50     |
| 11.                    | Mito HollyHock          | 42  | 13 | 8  | 21 | 052:700 | −18   | 47     |
| 12.                    | Roasso Kumamoto (N)     | 42  | 10 | 13 | 19 | 046:720 | −26   | 43     |
| 13.                    | FC Gifu (N)             | 42  | 10 | 12 | 20 | 041:690 | −28   | 42     |
| 14.                    | Ehime FC                | 42  | 9  | 10 | 23 | 039:660 | −27   | 37     |
| 15.                    | Tokushima Vortis        | 42  | 7  | 8  | 27 | 040:720 | −32   | 29     |
| Stand: Ende der Saison |                         |     |    |    |    |         |       |        |

| (A) | Absteiger aus der J.League Division 1 2007: Sanfrecce Hiroshima, Ventforet Kofu, Yokohama FC |
| (N) | Neuling aus der Japan Football League 2007: Roasso Kumamoto, FC Gifu                         |

### Relegation
Durch die Erweiterung der J.League Division 2 auf achtzehn Vereine zur kommenden Saison wurde die Relegation um einen Platz in der Division 1 in dieser Spielzeit vorerst zum letzten Mal ausgetragen. Hierbei traf Vegalta Sendai als Tabellendritter auf Júbilo Iwata, Sechzehnter der Division 1. Wie 2004 hielt dabei der Erstligist die Klasse. Maßgeblicher Spieler der beiden Spiele war Júbilo-Mittelfeldspieler Takuya Matsuura, der alle drei Tore seiner Mannschaft erzielen konnte.

#### Hinspiel
| Paarung        | Vegalta Sendai – Júbilo Iwata               |
| Ergebnis       | 1:1 (1:0)                                   |
| Datum          | 10. Dezember 2008                           |
| Stadion        | Yurtec Stadium, Sendai                      |
| Zuschauer      | 18.974                                      |
| Schiedsrichter | Kenji Ōgiya                                 |
| Tore           | 1:0 Nádson (41.), 1:1 Takuya Matsuura (53.) |

#### Rückspiel
| Paarung        | Júbilo Iwata – Vegalta Sendai                                                 |
| Ergebnis       | 2:1 (1:0)                                                                     |
| Datum          | 13. Dezember 2008                                                             |
| Stadion        | Yamaha Stadium, Iwata                                                         |
| Zuschauer      | 16.693                                                                        |
| Schiedsrichter | Masayoshi Okada                                                               |
| Tore           | 1:0 Takuya Matsuura (41.), 2:0 Takuya Matsuura (70.), 2:1 Ryang Yong-gi (89.) |